# Гуаванін 2

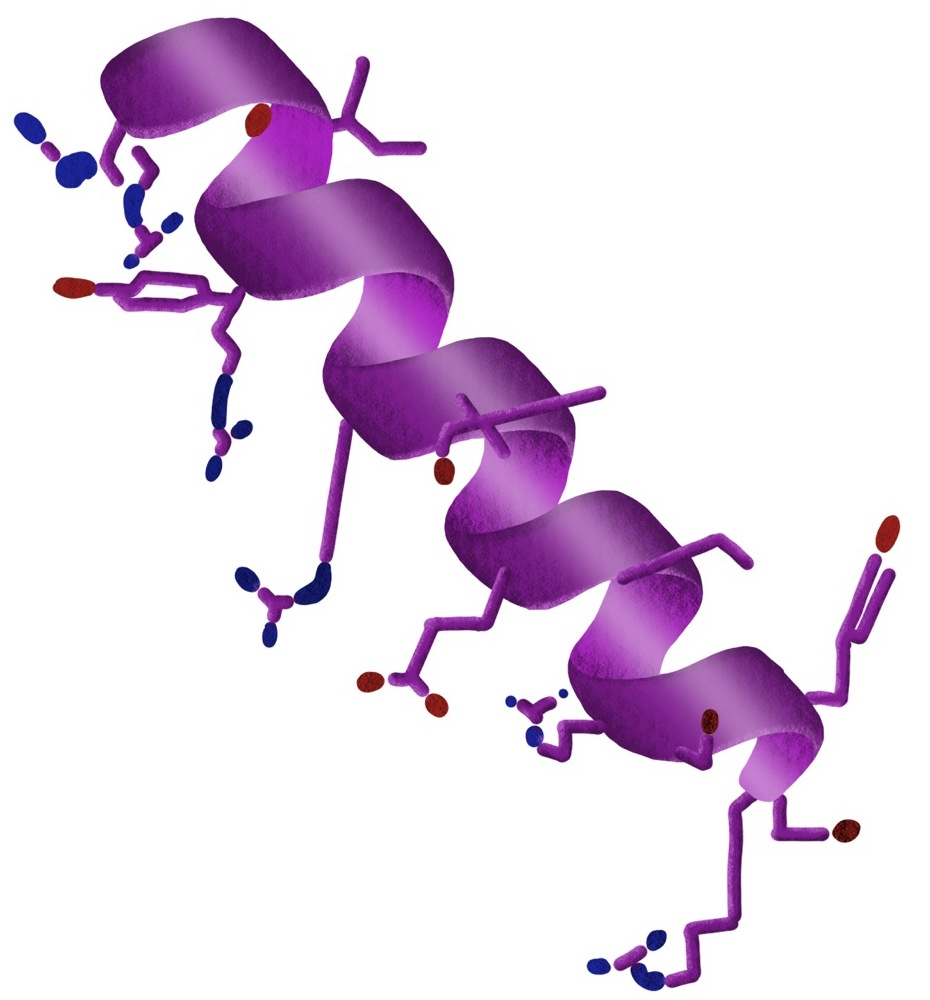
Тривимірне зображення гуаваніну 2.

Гуаванін 2 — антимікробний пептид, що має антибактеріальні властивості; ефективний проти грамнегативних бактерій. Це штучний пептид, модифікований за допомогою генетичного алгоритму, є рекомбінантом пептиду гуаяви з високим вмістом гліцину, попередньо виділеного з насіння гуаяви яблучної Psidium guajava. Синтез гуаваніну 2 здійснюють через потребу в альтернативі антибіотикам, як стратегію контролю стійкості бактерій.

## Історія
Дослідження цього пептиду розпочалися на початку 21-го століття. Його відкриття пов’язане з тим, що був проведений експеримент, який полягав у створенні різних типів гуаваніну та обранні найпотужнішого під час скринінгу на антимікробну активність. Серед 15 пептидів, названих гуаванінами від 1 до 15, варіант "гуаванін 2" був найкращим, і тому був обраний для подальшого поглибленого аналізу.
Цей пептид становить великий інтерес, оскільки більшість антимікробних пептидів спрямовані на грампозитивні бактерії, бо небагато антибіотиків діють на грамнегативні бактерії, а основною мішенню гуаваніну 2 є якраз грамнегативні бактерії. Головною причиною створення таких пептидів є боротьба з множинною стійкістю бактерій до антибіотиків,.

## Основні характеристики
- Локус: 5V1E_A
- Немає визначеної вторинної структури у воді, але є тенденція утворювати альфа-спіраль в органічних розчинниках.
- Амфіпатична альфа-спіральна структура, оскільки вона утворена як гідрофобними, так і полярними амінокислотами.
- Потенціальна енергія сольватації 2,38 ± 0,33 МДж моль −1
- Бактерицидний пептид у низьких концентраціях.[3] Низькі значення мінімальної інгібуючої концентрації.
- Змінна кінетика дії в залежності від субстрату, на який він діє.
- Вважається безпечним пептидом. Не спостерігалося цитотоксичності в еритроцитах людини або стосовно ембріональних клітин нирок. Для досягнення токсичного ефекту знадобиться введення дози в 24 рази більше, ніж зазвичай.

## Будова
Структура гуаваніну 2 складається з 20 амінокислот, що надає йому приблизну молекулярну масу 2200 дальтон. Варто зазначити, що, незважаючи на те, що гуаванін 2 синтезується з Pg-AMP1, яка є молекулою, дуже багатою на гліцин, гуаванін 2 має лише один залишок цієї сполуки, і це спричинює помітні відмінності в діях обох пептидів.

### Первинна структура

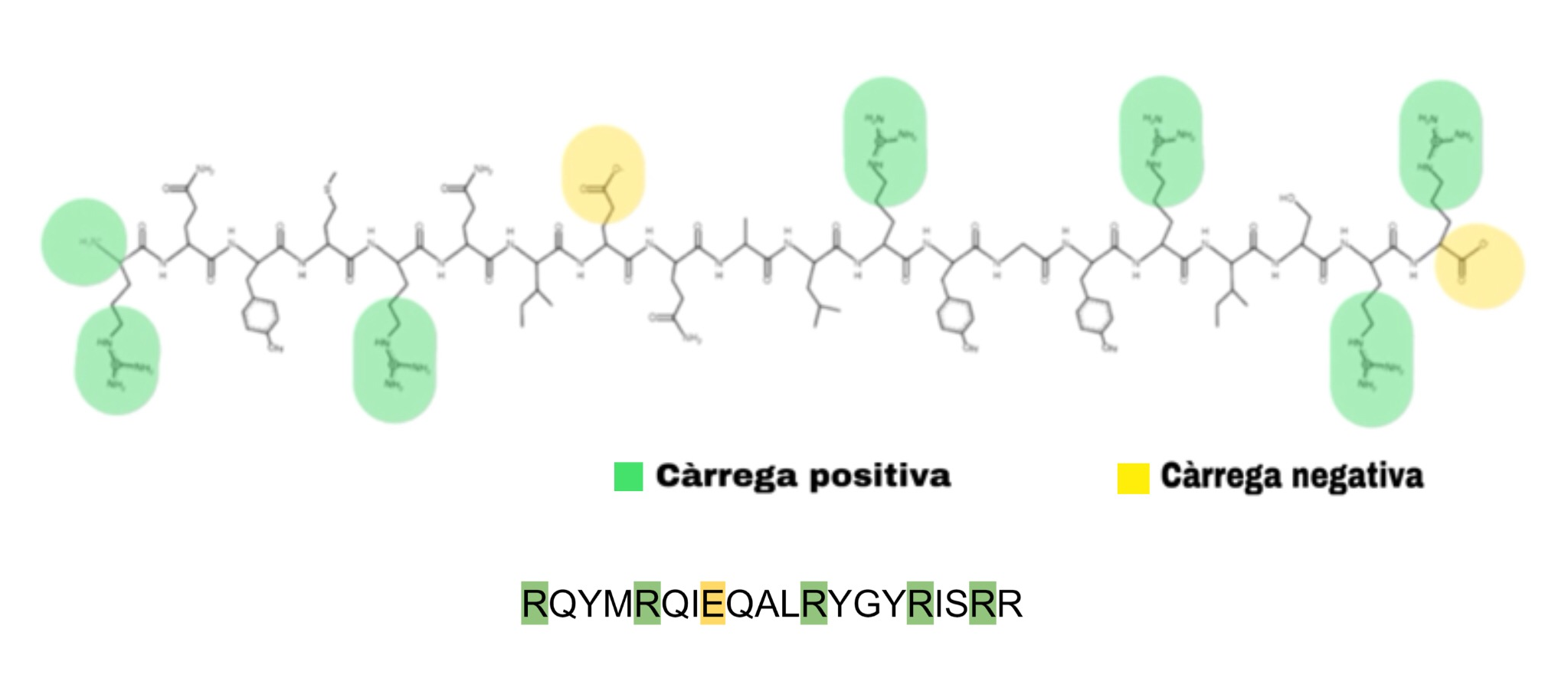
Розподіл зарядів у лінійній структурі гуаваніну 2 (зеленим показан позитивний заряд, жовтим — негативний).

Структура гуаваніну 2 має особливості в полярності через амінокислоти, що входять до його складу; є дуже полярний або гідрофільний характер у областях, багатих на аргінін (R) або глутамін (Q), які є дуже повторюваними амінокислотами в пептидній послідовності, а також там, де є спорадичні залишки глутамінової кислоти (E) та серину (S). З другого боку, гідрофобність або неполярність здебільшого надається залишками тирозину (Y), який, незважаючи на наявність полярної гідроксильної групи в бічному ланцюгу, має ароматичне кільце, яке усуває всю полярність із цієї амінокислоти. Інші залишки з бічними ланцюгами, утвореними виключно з вуглеводнів, такі як лейцин (L), ізолейцин (I) і гліцин (G), також сприяють гідрофобності, незважаючи на те, що вони представлені в молекулі в меншості.

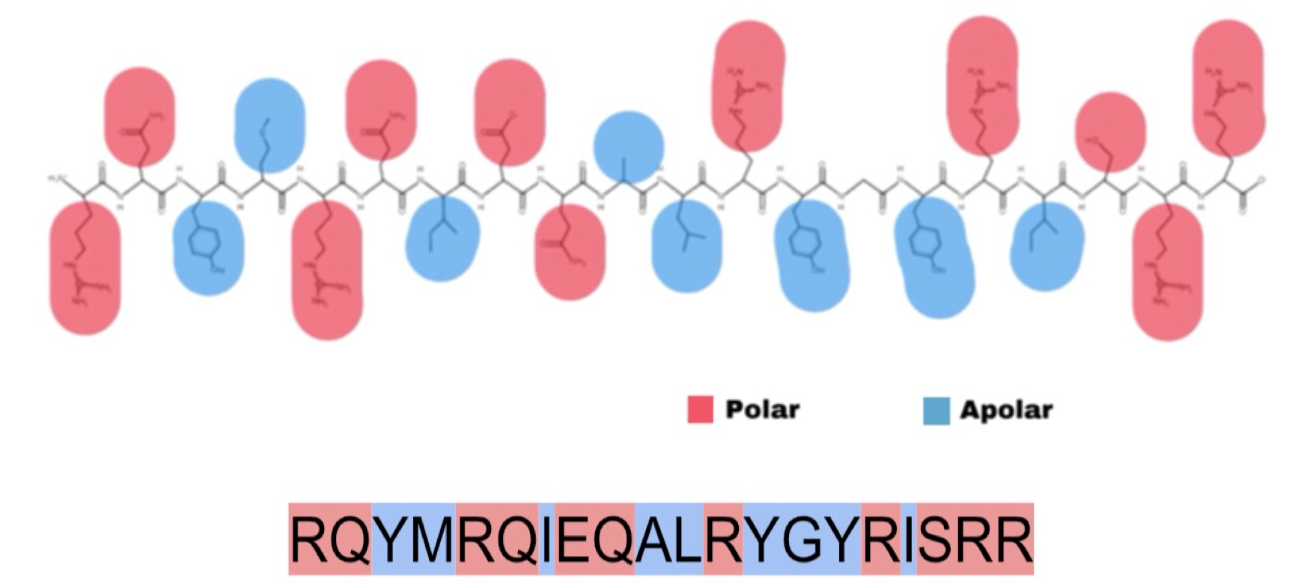
Розподіл полярності в лінійній структурі гуаваніну 2 (червоним показані полярні амінокислоти, синім — неполярні).

Що стосується електричного заряду пептиду, то він залежить виключно від заряду бічних ланцюгів амінокислот і кінцевих аміно- та вуглецевих кінців. Лише деякі конкретні амінокислоти мають певний заряд; у випадку гуаніну 2 це аргінін (позитивний заряд) і глутамінова кислота (негативний заряд). Сумарний заряд молекули — +5. Цей чистий заряд життєво важливий для його бактерицидної функції, оскільки фосфоліпіди в мембранах грамнегативних бактерій негативно заряджені, що спричинює взаємодію між позитивно зарядженим гуаваніном 2 і головками фосфоліпідів.

### Вторинна структура
Вторинна структура утворена головним ланцюгом з конформацією альфа-спіралі. Гуаванін 2 утворює амфіпатичну альфа-спіраль, оскільки в ньому є як полярні, так і неполярні амінокислоти. Стабілізація цієї структури в амінокінцевій області відбувається завдяки водневим зв'язкам, утвореним залишками аргініну (позиція 1), глутаміну (позиція 2) і тирозину (позиція 3). Що стосується центральної частини, то там структура стабілізується глутаміном (положення 9), який встановлює водневі зв’язки з двома аргінінами (положення 5 і 12). Пізніше було встановлено, що у водному розчині гуаванін 2 не здатний утворювати гвинтову структуру і тому залишається з невизначеною формою. Поки водний розчин не було змінено на аполярне середовище, яке забезпечувало гідрофобне середовище, стабільна структура альфа-спіралі не виникала. Крім того, були проведені дослідження кругового дихроїзму при різному рН, щоб з’ясувати, в яких кислотних умовах вторинна структура була більш стабільною. Було зроблено висновок, що максимальна стабільність була отримана при pH=4, де вторинна структура пептиду займає 42 % його структури, а 92 % вторинної структури становить альфа-спіраль.

## Функції
Пептид гуаванін 2 має антимікробні властивості. Потреба в пептиді з такими функціями виникає через проблеми, спричинені грамнегативними бактеріями, які в багатьох випадках пов’язані з внутрішньолікарняними інфекціями у відділеннях інтенсивної терапії. У випадку стійкості мікроорганізмів до звичайних антибіотиків є необхідність використання альтернативного засобу лікування, і тут стає корисним гуаванін 2, який має високу антибактеріальну ефективність разом із невеликою цитотоксичністю для клітин людини. Гуаванін 2 має велике значення через низьку вартість, високу продуктивність і швидке використання, на відміну від антибіотиків.

### Механізм дії
Серед пептидів, модифікованих за допомогою генетичного алгоритму, було обрано очищений пептид гуаванін 2, який може атакувати бактерії, особливо грамнегативні, які мають здатність утворювати мутанти та ділитися генами, що кодують механізми стійкості до антибіотиків. Він є дуже ефективним проти грамнеативних Escherichia coli та Acinetobacter baumannii виявляє обмежену активність проти Klebsiella pneumoniae. Гуаванін 2 виявляє дуже незначну руйнівну активність проти грампозитивних бактерій і дуже скромний профіль щодо грибів, зокрема призводить до слабкої загибелі дріжджів Candida parapsilosis . Активність проти біоплівок перевіряли на прикладі E. coli, Staphylococcus aureus, K. pneumoniae та Candida albicans, і виявили, що цей штучний пептид зміг зменшити лише біоплівки C. albicans.
Функція гуаваніну 2 полягає в атаці на бактерій і спричиненні їхньої смерті, але після спостережень за ефектом такого знищення було зроблено висновок, що пептид робить це повільно. Помічено, що після 120 хвилин інкубації бактерії в концентрації 12,5 мкМ пептиду (у два рази вище мінімальної інгібуючої концентрації) гине приблизно лише 20% клітин E. coli. Основною мішенню для багатьох типів антимікробних пептидів, а також для цього пептиду, є бактеріальна мембрана. Аналіз проникності мембрани клітин E. coli проводиться за допомогою фарбника SYTOX Green (SG), а деполяризації мембран — флуоресцентного індикатора клітин DiSC3(5). Результати показують, що гуаванін 2 викликає повільне та дуже незначне надходження фарбника до клітини порівняно з позитивним і негативним контролем (позитивним контролем слугував дуже ефективний мелітин), і що повільна кінетика пов’язана з тим, що цей пептид діє шляхом гіперполяризації мембрани, на відміну від більшості інших антимікробних пептидів, які діють через деполяризацію.

### Експериментin vivo[5]
Враховуючи багатообіцяючі характеристики гуаваніну 2, був проведений експеримент in vivo, щоб перевірити ефективність цього пептиду проти бактерії Pseudomonas aeruginosa (синьогнійна паличка). Порівнювали ефективність гуаваніну 2 з його пептидом-попередником Pg-AMP1 та ізольованим фрагментом останнього, важливим для його передбачуваних антимікробних властивостей. Було використано 24 миші, яких розділили на дві незалежних експерименти; в кожному експерименті було дванадцять мишей, розділених на три групи по чотири особини в кожній.
1. Кожна миша була поголена з задньої частини тіла та піддана місцевому нагріванню, достатньому для утворення садна та, таким чином, пошкодження епідермісу.
2. Було введено 50 мкл суспензії бактерії P. aeruginosa, що містили 5 × 10^7 КУО (колонійутворюючих одиниць).
3. Пізніше вводили відповідні пептиди залежно від того, до якої групи належали миші. Кожна група з чотирьох осіб отримала дозу одного з пептидів для аналізу.
4. Після того, як вони отримали антимікробний пептид, тварин умертвили, а некротичну тканину вирізали та відклали для подальшого аналізу.
5. Через чотири дні після бактеріальної інфекції зразки гомогенізували та розводили з метою підрахунку кількості КУО бактерій, які залишилися в кожній миші.
6. Нарешті, були розраховані середні показники зменшення кількості бактерій для гуаваніну 2, Pg-AMP1 і фрагмента Pg-AMP1. Використовуючи статистику ANOVA, було розраховано однорідність середніх значень для трьох груп і було зроблено висновок, що гуаванін 2 мав набагато більш значущу відповідь, ніж інші два пептиди, які могли дорівнювати дії гуаваніну 2, лише якщо вони були у високих концентраціях.

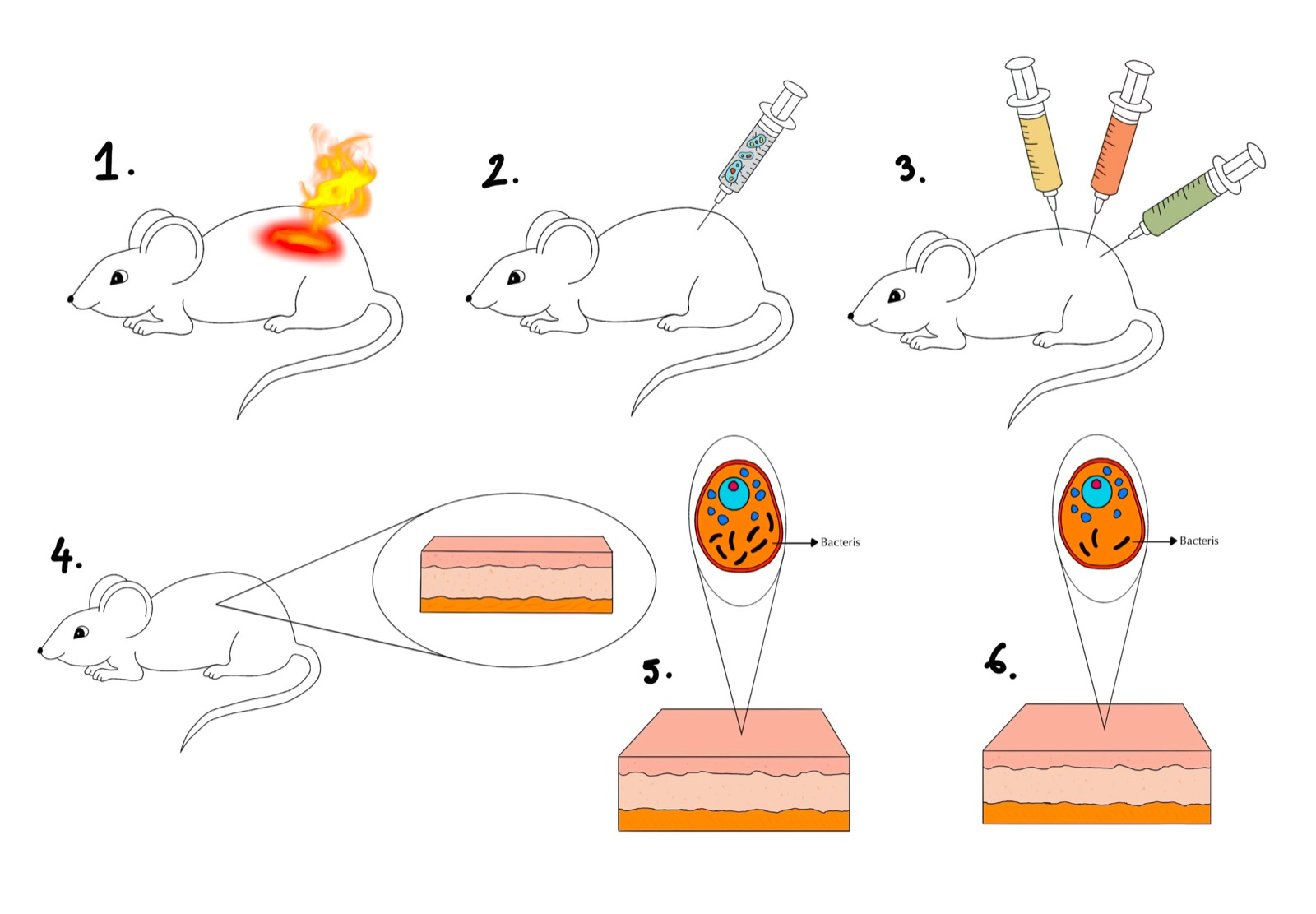
Схема експерименту in vivo для оцінювання бактерицидної ефективності гуаваніну 2.

### Майбутні програми
Дослідження 2010 року показало, що грамнегативні бактерії є причиною 30% лікарняних інфекцій, особливо у випадках пневмонії та сечовивідних шляхів, де вони мають частоту 47% та 45% відповідно. Ще більше тривоги викликали дані з відділень інтенсивної терапії, де лише 7 видів цього типу бактерій викликали 70% інфекцій. Ці результати були подібні до тих, що були отримані в Греції двома роками раніше, у 2008 р., які показали, що в їхніх відділеннях інтенсивної терапії 85% бактерій мали стійкість до певних типів антибіотиків. Інфекції не сповільнилися, і в 2015 р. було підраховано, що стійкі до антибіотиків бактерії можуть стати причиною 30 мільйонів випадків сепсису на рік і, отже, стати причиною приблизно 5 мільйонів смертей у всьому світі. Розрахунки, проведені в 2018 р., показали, що слід очікувати зростання смертності через бактерії, стійкі до антибіотиків, до 10 мільйонів людей на рік у 2050 р. Світові експерти наголошують на важливості пошуку нових антибіотиків, крім традиційних, щоб приборкати цю кризу, і саме тут пептиди рослинного походження, такі як гуаванін 2, можуть змінити ситуацію. Необхідно просуватись уперед у дослідженнях у цій новій галузі, оскільки на сьогоднішній день досі не існує штучно модифікованого пептиду, дозволеного такими організаціями, як FDA, для використання в лікуванні людей. Завдяки властивостям і характеристикам, продемонстрованим гуаваніном 2, він, як очикується, може в майбутньому стати чудовим рішенням у подоланні антибіотикорезистентності бактерій.

## Синтез
Процес синтезу нового пептиду є особливо складним, враховуючи, що існуючі методи, які використовуються для ідентифікації нових пептидних послідовностей, значною мірою покладаються на інформацію щодо антимікробних пептидів, яка міститься в базах даних. Цей факт обмежує здатність цих методів ідентифікувати невідомі послідовності антимікробних пептидів. За використання методів автоматизованого проектування, які здаються найефективнішими, у випадку додавання до амінокислотної послідовності непротеїногенних амінокислот техніка більше не може розпізнавати пептид як такий. Цей факт свідчить про те, що хоча більшість первинних пептидних послідовностей вивчена, мало досліджено комбінаторні послідовності антимікробних пептидів. Тим не менш, певні пептиди з різними характеристиками можна ідентифікувати в природі. Було показано, що ці послідовності рослинних пептидів можуть служити шаблоном для розробки нових пептидних послідовностей.
У дослідженні 2018 року з метою розробки інноваційних пептидів використовувався специфічний пептид Pg-AMP1 як шаблон для створення за допомогою генетичного алгоритму різних пептидів гуаваніну (з гуаяви) з певними модифікаціями.